# الله آباد
الله آباد (بالهندية: इलाहाबाद، بالأردية: الہ آباد)، وهو اسم فارسي يعني «مدينة الله» وتعرف أيضاً باسم براياغ (بالإنجليزية: Prayag، بالهندية: प्रयाग، بالأردية: پریاگ) هي إحدى مدن ولاية أوتار براديش التي تقع في شمال الهند، وهي المركز الإداري لمقاطعة الله آباد. كانت المدينة تسمى قديما أغرا (بالإنجليزية: Aggra)‏ ويعني «مكان التضحية»؛ إذ يعتقد الهندوس أن براهما قدم في هذه المدينة أول ضحية بعد أن خلق العالم. وتعد المدينة واحدة من أربع مقاصد يحج إليها الهندوس خلال الشعائر المسماة كومبه ميلا (المدن الثلاث الأخرى هي هارديوار (بالإنجليزية: Haridwar)‏ وأوجان (بالإنجليزية: Ujjain)‏ وناشيك (بالإنجليزية: Nashik)‏). وتستمد مدينة الله آباد أهميتها في التراث الهندوسي من وقوعها عند التقاء نهرين مقدسين هما الغانج ويمنا، ويعتقد الهندوس أن هناك نهراً غير مرئي (يسمى نهر ساراسفاتي Sarasvati) يلتقي بالنهرين المذكورين عند نقطة يسمونها تريفيني سنغام.
توجد العديد من المكاتب الحكومية في المدينة، ومنها محكمة الله آباد العليا، والمكتب الرئيسي للمحاسب العام، ولجنة الخدمة العامة بولاية أوتار براديش، ومقر قيادة شرطة أوتار براديش، ومقر إدارة سكك حديد الشمال الأوسط، والمكتب الإقليمي للتعليم المتوسط.
وقد خرج من مدينة الله آباد 7 من رؤساء وزراء الهند الأربعة عشرة، وهم جواهر لال نهرو ولال بهادور شاستري وأنديرا غاندي وراجيف غاندي وغولزاريلال ناندا وفيشواناث براتاب سينغ وتشاندرا سيخار سينغ، الذين ولدوا في الله آباد، أو تخرجوا في جامعة الله آباد، أو انتخبوا ممثلين عن دوائر انتخابية في الله آباد.
بلغ عدد سكان المدينة 1215348 نسمة وفقاً لتعداد عام 2001.

## المناخ
يظهر الجدول التالي التغييرات المناخية على مدار السنة لالله آباد:
| البيانات المناخية لـالله آباد                                               | البيانات المناخية لـالله آباد | البيانات المناخية لـالله آباد | البيانات المناخية لـالله آباد | البيانات المناخية لـالله آباد | البيانات المناخية لـالله آباد | البيانات المناخية لـالله آباد | البيانات المناخية لـالله آباد | البيانات المناخية لـالله آباد | البيانات المناخية لـالله آباد | البيانات المناخية لـالله آباد | البيانات المناخية لـالله آباد | البيانات المناخية لـالله آباد | البيانات المناخية لـالله آباد |
| الشهر                                                                       | يناير                         | فبراير                        | مارس                          | أبريل                         | مايو                          | يونيو                         | يوليو                         | أغسطس                         | سبتمبر                        | أكتوبر                        | نوفمبر                        | ديسمبر                        | المعدل السنوي                 |
| --------------------------------------------------------------------------- | ----------------------------- | ----------------------------- | ----------------------------- | ----------------------------- | ----------------------------- | ----------------------------- | ----------------------------- | ----------------------------- | ----------------------------- | ----------------------------- | ----------------------------- | ----------------------------- | ----------------------------- |
| الدرجة القصوى °م (°ف)                                                       | 32.8 (91.0)                   | 36.3 (97.3)                   | 42.5 (108.5)                  | 45.8 (114.4)                  | 48.4 (119.1)                  | 48.8 (119.8)                  | 45.6 (114.1)                  | 42.7 (108.9)                  | 39.6 (103.3)                  | 40.6 (105.1)                  | 36.0 (96.8)                   | 31.9 (89.4)                   | 48.8 (119.8)                  |
| متوسط درجة الحرارة الكبرى °م (°ف)                                           | 23.2 (73.8)                   | 26.7 (80.1)                   | 33.3 (91.9)                   | 39.4 (102.9)                  | 41.6 (106.9)                  | 39.6 (103.3)                  | 34.2 (93.6)                   | 32.9 (91.2)                   | 32.9 (91.2)                   | 32.9 (91.2)                   | 29.6 (85.3)                   | 24.8 (76.6)                   | 32.8 (91.0)                   |
| متوسط درجة الحرارة الصغرى °م (°ف)                                           | 8.9 (48.0)                    | 11.3 (52.3)                   | 16.2 (61.2)                   | 22.2 (72.0)                   | 26.3 (79.3)                   | 28.0 (82.4)                   | 26.5 (79.7)                   | 25.9 (78.6)                   | 24.7 (76.5)                   | 20.4 (68.7)                   | 14.3 (57.7)                   | 9.9 (49.8)                    | 19.4 (66.9)                   |
| أدنى درجة حرارة °م (°ف)                                                     | 1.1 (34.0)                    | 1.1 (34.0)                    | 7.2 (45.0)                    | 12.7 (54.9)                   | 17.2 (63.0)                   | 18.7 (65.7)                   | 18.8 (65.8)                   | 21.1 (70.0)                   | 18.3 (64.9)                   | 11.7 (53.1)                   | 5.6 (42.1)                    | −0.7 (30.7)                   | −0.7 (30.7)                   |
| الهطول مم (إنش)                                                             | 18.3 (0.72)                   | 15.2 (0.60)                   | 4.2 (0.17)                    | 5.9 (0.23)                    | 11.5 (0.45)                   | 126.6 (4.98)                  | 264.5 (10.41)                 | 279.0 (10.98)                 | 204.3 (8.04)                  | 27.4 (1.08)                   | 9.5 (0.37)                    | 12.1 (0.48)                   | 978.5 (38.52)                 |
| متوسط الأيام الممطرة                                                        | 1.8                           | 1.4                           | 0.4                           | 0.7                           | 1.1                           | 5.4                           | 12.7                          | 12.1                          | 9.1                           | 1.8                           | 0.6                           | 0.7                           | 47.9                          |
| متوسط الرطوبة النسبية (%)                                                   | 69                            | 57                            | 39                            | 29                            | 33                            | 50                            | 77                            | 81                            | 78                            | 67                            | 61                            | 68                            | 59                            |
| ساعات سطوع الشمس الشهرية                                                    | 224.9                         | 244.2                         | 263.2                         | 274.1                         | 292.3                         | 206.4                         | 143.3                         | 180.6                         | 184.3                         | 259.7                         | 256.7                         | 244.0                         | 2٬773٫7                       |
| المصدر #1: India Meteorological Department (record high and low up to 2010) |                               |                               |                               |                               |                               |                               |                               |                               |                               |                               |                               |                               |                               |
| المصدر #2: NOAA (humidity, sun 1971–1990)                                   |                               |                               |                               |                               |                               |                               |                               |                               |                               |                               |                               |                               |                               |

## توأمة
لالله آباد اتفاقيات توأمة مع:
- زاكاتيكاس

## أعلام
- فيجايا لاكشمي بانديت
- أميتاب باتشان
- جواهر لال نهرو
- أنديرا غاندي
- خسرو مرزا
- نرجس